# Язык птиц
Язык птиц (чагат. لسان الطير‎: Лисон ут-Тайр) — аллегорическая поэма Алишера Навои, написанная им в конце XV века (1499). В основе поэмы лежит персидское произведение Беседа птиц Аттара.

## Содержание
Птица Удод прилетает в птичью стаю и рассказывает о Симурге — бесконечно совершенном «властителе пернатых», который одновременно и далек и близок. Он ближе собственной души и разлучение с ним означает смерть, однако приблизиться к нему без труда и страданий невозможно. Однажды Симург обронил перо, пролетая над Китаем. С тех пор Китай стал благословенным краем. Попутно он повествует о гуриях, дарующих блаженство в раю, и Хызре, помогающем людям на Земле. Рассказ Удода мотивирует птиц на поиски Симурга. Среди собеседников Удода — Попугай из Индостана, Павлин, Соловей, Горлица, Куропатка, Фазан, Турач, Сокол и Кречет. Одним из немногих, кто приручил Симурга был Искандер.
Путь к Симургу лежит через 7 долин (вади):
1. Долина Исканий
2. Долина Любви. Здесь Навои уподобляет дервиша мотыльку, сгорающему в пламени свечи
3. Долина Познания. Здесь Навои излагает притчу о слепцах и слоне.
4. Долина Безразличия. Здесь Навои отмечает ценность невозмутимости. В притче жизнь уподобляется шахматной игре.
5. Долина Единения. Здесь Навои вспоминает о шейхе Мансуре, который утверждал своё единство с Богом.
6. Долина Смятения
7. Долина Отрешения. Здесь навои вспоминает о ходже Накшбанди.

Из бесчисленного воинства птиц до Страны Вечности в отчаянии добираются лишь 30. Там в воде они видят свои отраженья и осознают, что они и есть Симург.